# 义井街道 (太原市)
义井街道，是中华人民共和国山西省太原市晋源区下辖的一个乡镇级行政单位。

## 行政区划
义井街道下辖以下地区：
一巷社区、二巷社区、西峪街一社区、西峪街二社区、南一条社区、南三巷社区、南一巷一社区、南一巷二社区、义井社区、南堰村、北堰村和吴家堡村。